# Jovana Reisinger

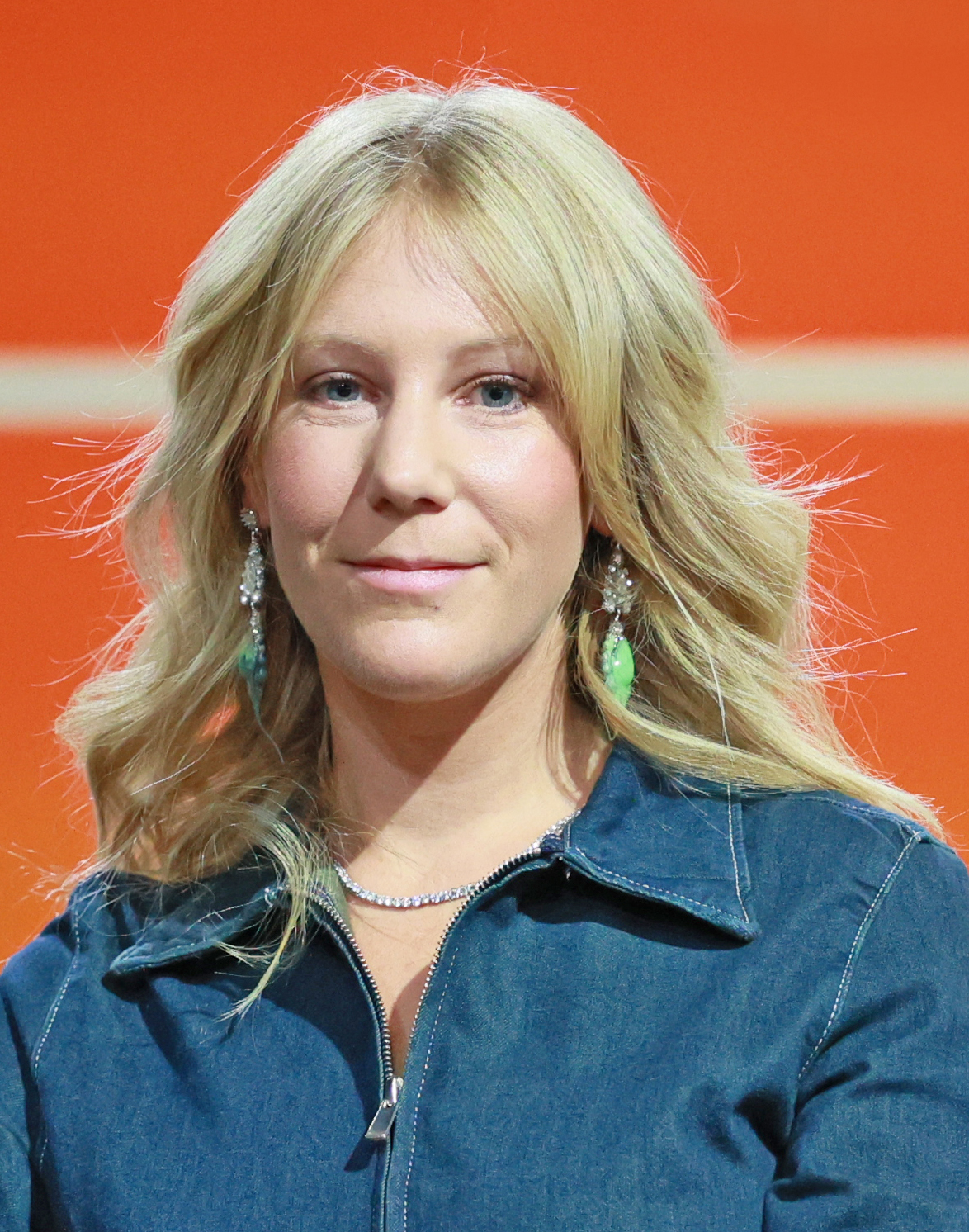
Jovana Reisinger auf der Frankfurter Buchmesse 2023

Jovana Reisinger (* 1989 in München) ist eine deutsche Schriftstellerin, Filmemacherin, Schauspielerin und bildende Künstlerin.

## Leben
Jovana Reisinger wuchs in einem Dorf in Österreich als Tochter eines österreichischen Gastronomen und einer deutschen Mutter auf. Sie drehte diverse Kurzfilme, die in Ausstellungen gezeigt wurden, außerdem Videos für die Modemacherin Jessica Dettinger sowie Musikvideos für International Music, Nalan381 und die Bands Pollyester und Das weiße Pferd. Im Jahr 2016 veröffentlichte sie in der Reihe 100for10 das multimediale Konzeptbuch Donna Euro is poisoned by rich men in need, zu dem sie 45 Videos produzierte. Im Jahr 2017 veröffentlichte sie ihren Debütroman Still halten im Verbrecher Verlag, 2021 ihren zweiten Roman Spitzenreiterinnen ebenfalls im Verbrecher Verlag, 2022 den essayistischen Roman Enjoy Schatz im Korbinian Verlag.
Inszenierungen des Romans Spitzenreiterinnen wurden 2023 am Staatstheater Kassel (Uraufführung) und am Residenztheater München aufgeführt, bei letzterer Inszenierung war Reisinger auch Co-Autorin der Textfassung.
Seit 2020 schreibt sie die Menstruations-Kolumne Bleeding Love für Vogue, seit 2023 Die Single-Kolumne für die FAZ.
Ihre Filmreihe pretty pretty mad sad wurde 2018 im Kunstverein München, 2019 im yi:project space Peking, im Kunstverein Leipzig und 2020 in der Kunsthalle Osnabrück ausgestellt. Reisinger studierte Drehbuch und Dokumentarfilmregie an der Hochschule für Fernsehen und Film in München.  In der Kunsthalle Osnabrück realisierte sie 2020 ihre erste institutionelle Einzelausstellung Men in Trouble, die sowohl als Installation begehbar als auch Drehort / Spielstätte ihrer Talkshow-Serie Men in Trouble war (30. August 2020 – 14. Februar 2021). Diese Arbeit wurde zusätzlich in Hellerau (2021), beim SPIELART Theater Festival München (2021) und Schäxpir Festival (2023) in Linz gezeigt. Ihr Hybridfilm Beauty is Life wurde erstmalig auf Nowness international präsentiert und wurde ihre erste internationale Messearbeit im Zuge der Parallel Vienna 2021.
Reisingers Buch Pleasure (2024) ist als Manifest verfasst, das Mode, Essen und Schlaf als zentrale Elemente des Genusses und der Selbstdarstellung identifiziert. Reisinger betont darin die politische Dimension dieser Themen, indem sie zeigt, wie Klassismus durch solche alltäglichen Aktivitäten hindurch wirkt. Ihr Buch plädiert für Hingabe und Genuss als Gegenentwurf zu neoliberalen Leistungsidealen und aktuellen Trends wie der Abnehmspritze Ozempic und berührt auch ernste Themen wie Gewalt gegen Frauen in scheinbar sicheren Räumen.
Sie ist Mitgründerin des PEN Berlin. Reisinger ist verheiratet und lebt in Trennung.

## Ehrungen und Auszeichnungen

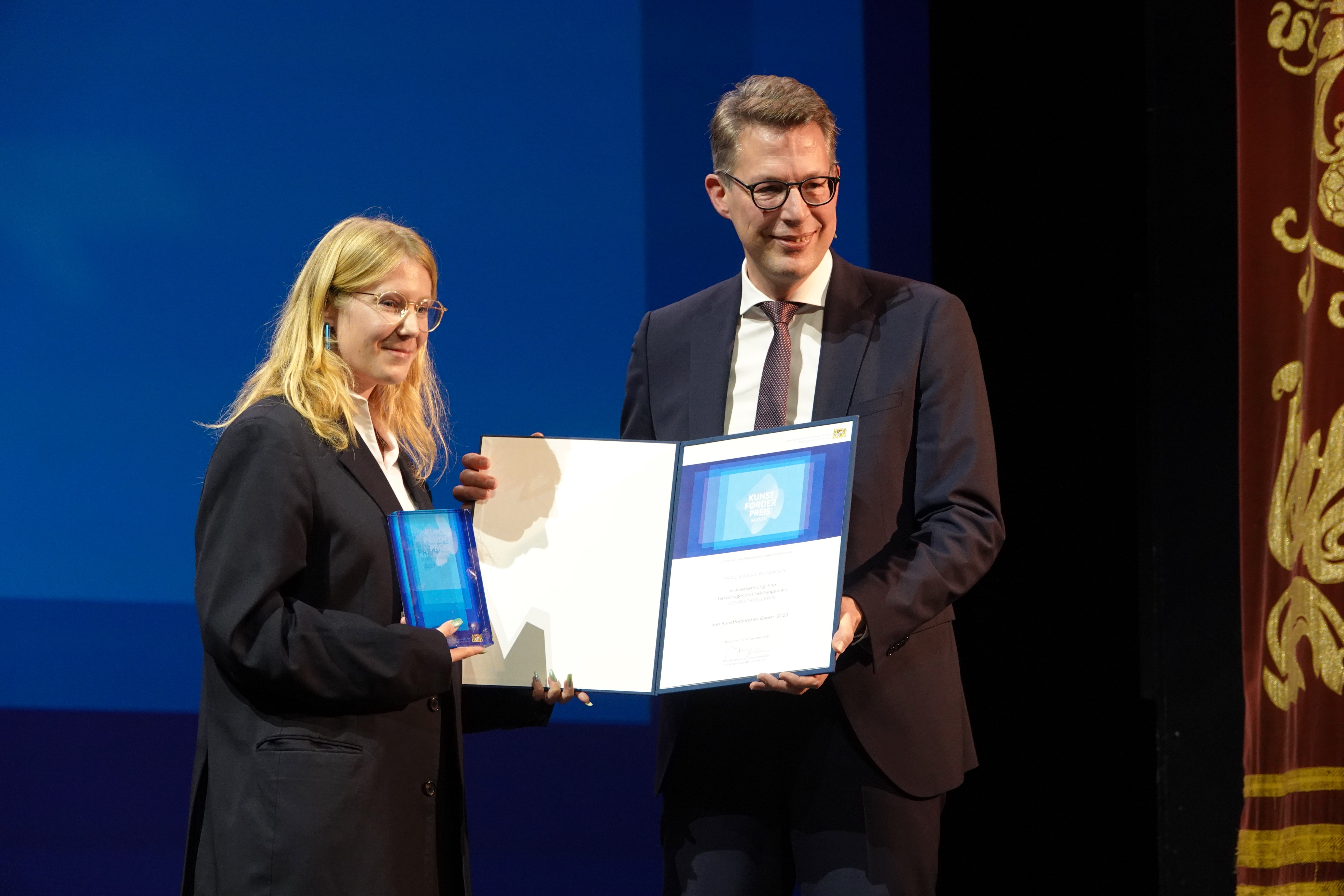
Jovana Reisinger erhält den Bayerischen Kunstförderpreis 2023 aus den Händen von Markus Blume

- 2017: ZONTA-Preis der Festspielleitung der Oberhausener Kurzfilmtage für den Kurzfilm pretty boyz don’t die.[15]
- 2018: Bayern 2-Wortspiele-Preis für den Roman Still halten.[16]
- 2018: Starter Filmpreis der Stadt München für den Film pretty girls don’t lie.[17]
- 2018: Aufenthaltsstipendium Literarisches Colloquium Berlin[18]
- 2019: Aufenthaltsstipendium Goethe-Institut Peking[19]
- 2020: Katja-Eichinger-Drehbuchstipendium[20]
- 2021: Nominierung Bayerischer Buchpreis in der Kategorie Belletristik für Spitzenreiterinnen[21]
- 2022: Arbeitsstipendium für Schriftstellerinnen und Schriftsteller des Freistaats Bayern[22]
- 2022: Arbeitsstipendium für Schriftstellerinnen und Schriftsteller der Landeshauptstadt München 2022[23]
- 2023: Bayerischer Kunstförderpreis

## Veröffentlichungen
- Donna Euro is poisoned by rich men in need. Melville Brand Design, München 2016
- Still halten. Verbrecher Verlag, Berlin 2017, ISBN 978-3-95732-273-9
- Spitzenreiterinnen. Verbrecher Verlag, Berlin 2021, ISBN 978-3-95732-472-6
- Enjoy Schatz. Korbinian Verlag, Berlin 2022, ISBN 978-3-9824602-2-2
- Menstruation. Reclam Verlag, 2023, ISBN 978-3-15-020707-9
- Pleasure.  Ullstein Verlag,  Berlin 2024,  ISBN 978-3-98816-014-0

### Beitrag in einer Anthologie
- Das Patriarchat muss brennen, in: Frei leben! Frauen der Boheme 1890 – 1920, Verbrecher Verlag, Berlin 2022, ISBN 978-3-95732-546-4

## Filmografie
- 2016: Resolut (Regie und Drehbuch)
- 2016: pretty boyz don’t die (Regie und Drehbuch)
- 2018: Squash (Drehbuch)
- 2017: pretty girls don’t lie (Regie und Drehbuch)
- 2018: mad girls don’t cry (Regie und Drehbuch)
- 2018: sad boyz get high (Regie und Drehbuch)[24]
- 2019: WENDY (Regie und Drehbuch)
- 2020: Beauty is Life (Regie und Drehbuch)
- 2020: Die klaffende Wunde (Regie und Drehbuch)
- 2020–2021: Men in Trouble (Regie und Drehbuch)
- 2022: Unterwegs im Namen der Kaiserin Prequel (Regie und Drehbuch)
- 2023: Aphrodisiac Snack Show (A.S.S.) (Regie und Drehbuch)
- 2023: Guilty Pleasure (Regie und Drehbuch)

## Ausstellungen
- 2018: pretty pretty mad sad, Kunstverein München, Einzelausstellung
- 2019: pretty pretty mad sad, yi:project space, Peking, Einzelausstellung
- 2019: buddhist youth, Goethe Institut Peking, Gruppenausstellung
- 2019: pretty pretty mad sad, Verein für zeitgenössische Kunst Leipzig, Einzelausstellung
- 2020–2021: Men in Trouble, Kunsthalle Osnabrück, Einzelausstellung
- 2021: Beauty is Life, Installation bei Parallel Vienna
- 2021: Men in Trouble, Installation Spielart Festival München, Einzelausstellung
- 2023: Aprhodisiac Snack Show, Lothringer13 München, Gruppenausstellung
- 2023: Men in Trouble, Installation SCHÄXPIR Festival Linz, Einzelausstellung

## Theater
- 2024: Enjoy Schatz, Regie: Sarah Kohm, Schaubühne am Lehniner Platz, Berlin